# Sadie Thompson
Sadie Thompson é um filme mudo norte-americano de 1928, do gênero drama, dirigido por Raoul Walsh  e estrelado por Gloria Swanson e Lionel Barrymore.